# (36731) 2000 RR50
2000 RR50 (asteroide 36731) é um asteroide da cintura principal. Possui uma excentricidade de 0.09966700 e uma inclinação de 3.27969º.
Este asteroide foi descoberto no dia 5 de setembro de 2000 por LINEAR em Socorro.